# Monfort (motocicleta)
Monfort fou una marca catalana de motocicletes, fabricades per l'empresa Manufacturas Metálicas Monfort entre 1957 i 1958 a Esparreguera, Baix Llobregat.
Monfort era el continuador de l'antic fabricant Aleu, produint els seus antic models amb millores per tal de modernitzar-los, però no tingué èxit i l'empresa abandonà el projecte. Avui dia, Manufactures Metàl·liques Monfort continua fabricant motocicletes d'enduro amb marca Alfer a Sant Cugat del Vallès, amb bastidor propi i motors Hiro, Villa i Rotax.
Com a curiositat, Francesc Xavier Bultó hagué d'arribar a un acord amb Monfort per començar a fabricar les primeres Bultaco, ja que per qüestions administratives no li donaven llicència de fabricació.